# Secours rouge international
Pour les articles homonymes, voir Secours rouge.
Le Secours rouge international (SRI) est une organisation créée en 1922 à Moscou à l’initiative de la IIIe Internationale afin de porter secours aux réfugiés communistes.
Le SRI s'organise en sections nationales un peu partout en Europe. Ainsi de 1923 à 1937, existent en France, en Allemagne, en Belgique, en Suisse et dans de nombreux autres pays, des sections spécifiques. Il se dissout peu avant la Seconde Guerre mondiale.
Plusieurs mouvements émergent à nouveau en Europe, dans les années 1970, avec comme objectif le soutien aux activistes politiques d’extrême gauche.

## Histoire du Secours rouge international

### Ancêtre du SRI, le « Secours ouvrier international »

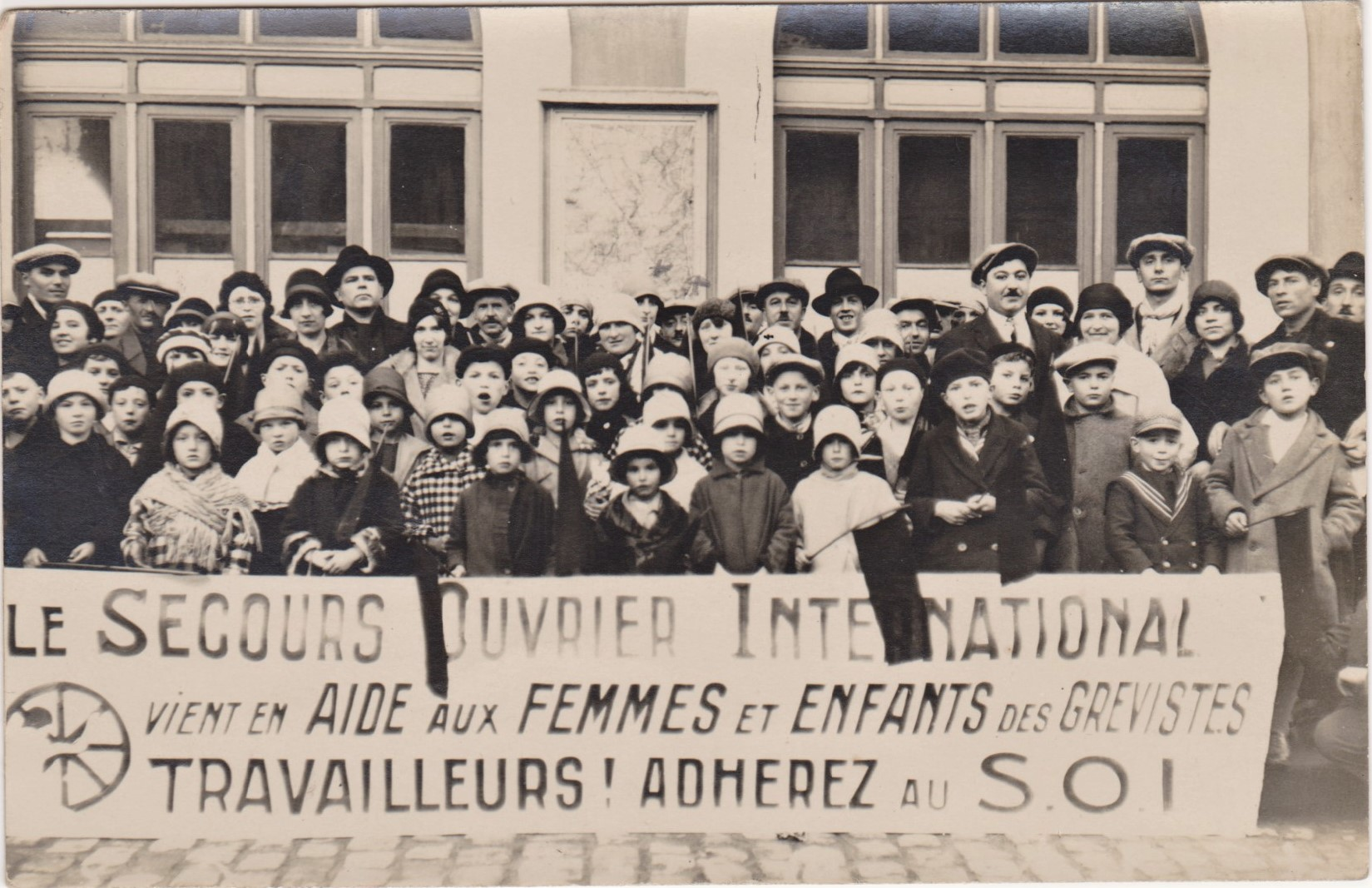
Carte postale de soutien du Secours ouvrier international, vers 1930.

Le Secours Ouvrier International (SOI) est créé en août 1921, un an avant le SRI, à l’époque de la grande famine dans les républiques qui vont former l'URSS. Son fondateur est Willi Münzenberg, proche de Lénine, de retour d’un voyage en Russie, futur député communiste d’Allemagne, lié aux milieux de l’avant-garde artistique. C’est l’époque du vote du Komintern en faveur de la politique de front unique et de l'adoption de la NEP en Russie.
Le SOI rassemble « en quelques mois seulement une infinité de comités étrangers, devenant ainsi une entreprise mondiale » parrainée par des personnalités du monde entier : Albert Einstein, Käthe Kollwitz, George Grosz, Anatole France, Henri Barbusse, George Bernard Shaw, Martin Andersen Nexø, etc. Il envoie des bateaux de vivres pour lutter contre la famine en URSS et installe toutes sortes d’usines en URSS, bâtit des immeubles, répare les anciens.
Après 1924 et la stabilisation économique en URSS, le SOI se réoriente dans l'organisation de collectes pour soutenir les grévistes, accueillir les enfants des grévistes, comme dans le Borinage dont des enfants sont envoyés dans des familles ouvrières françaises et allemandes pendant la durée de la grève.
Le Secours ouvrier international coexiste jusqu'au milieu des années 1930 avec le Secours rouge international. Concurrencé par celui-ci, il est dissous en 1935.

### Fondation en 1922

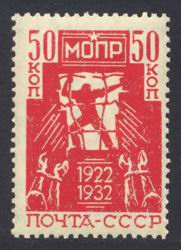
Timbre-poste émis en 1932 en URSS pour le 10e anniversaire de la création du Secours rouge international.

Créé le 29 décembre 1922 à Moscou à l'initiative de la Société des vieux bolcheviks, le Secours rouge international, association « d'aide et de solidarité internationale aux combattants de la Révolution », est une contrepartie politique de la Croix-Rouge. Il propose de secourir les alliés communistes dans tous les pays où ils se trouvent en difficulté en apportant un soutien moral et matériel.
Le premier président du comité central du SRI est Julian Marchlewski (de 1922 à 1925). À sa mort, la relève est assumée par la dirigeante communiste féministe allemande Clara Zetkin et la dirigeante soviétique Elena Stassova jusqu'en 1937.
Dès 1923, des sections nationales sont créées, tout particulièrement dans les pays où la répression anti-révolutionnaire est la plus forte. Il en compte 19 en septembre 1924, quand le SRI tient sa première conférence internationale.
Ainsi, en Allemagne, le Parti communiste (KPD) crée le Rote Hilfe Deutschlands (Secours rouge d'Allemagne) en 1924, avec Clara Zetkin à sa tête.
En Belgique, une section du SRI est créée en 1925, dirigée dans un premier temps, par l'écrivain Charles Plisnier.
En 1923, des militants du nouveau Parti communiste (Section française de l'Internationale communiste) fondent la section française, le Secours rouge, qui se veut la « Croix-Rouge du peuple » et qui rassemble au-delà du Parti communiste des pacifistes mobilisés pour les millions de veuves, orphelins, blessés de la Grande guerre, des antifascistes engagés contre la montée des dictatures militaires en Europe, des intellectuels de renom tels Henri Barbusse, Francis Jourdain, ou Romain Rolland. Des avocats, tels Marcel Willard, Antoine Hajje, Georges Pitard, Michel Rolnikas ou Pierre Kaldor se mettent au service du Secours rouge international pour défendre en justice, en France ou à l'étranger, les militants emprisonnés.
Le journal La Défense voit le jour comme étant l’organe de la section française du SRI dès 1927. Le premier numéro parait le 3 décembre 1927, d’abord de manière bimensuelle puis devient hebdomadaire à partir de 1931. Plus de 500 numéros seront publiés de 1927 à l’interdiction du journal à l’automne 1939. Il assurait la solidarité de tous les emprisonnés politiques, y compris les anarchistes. Jean Chaintron en est le secrétaire général et le permanent de la section française, entre 1932 et 1935. François Vittori, est responsable de missions anticolonialistes, à Madagascar en particulier.

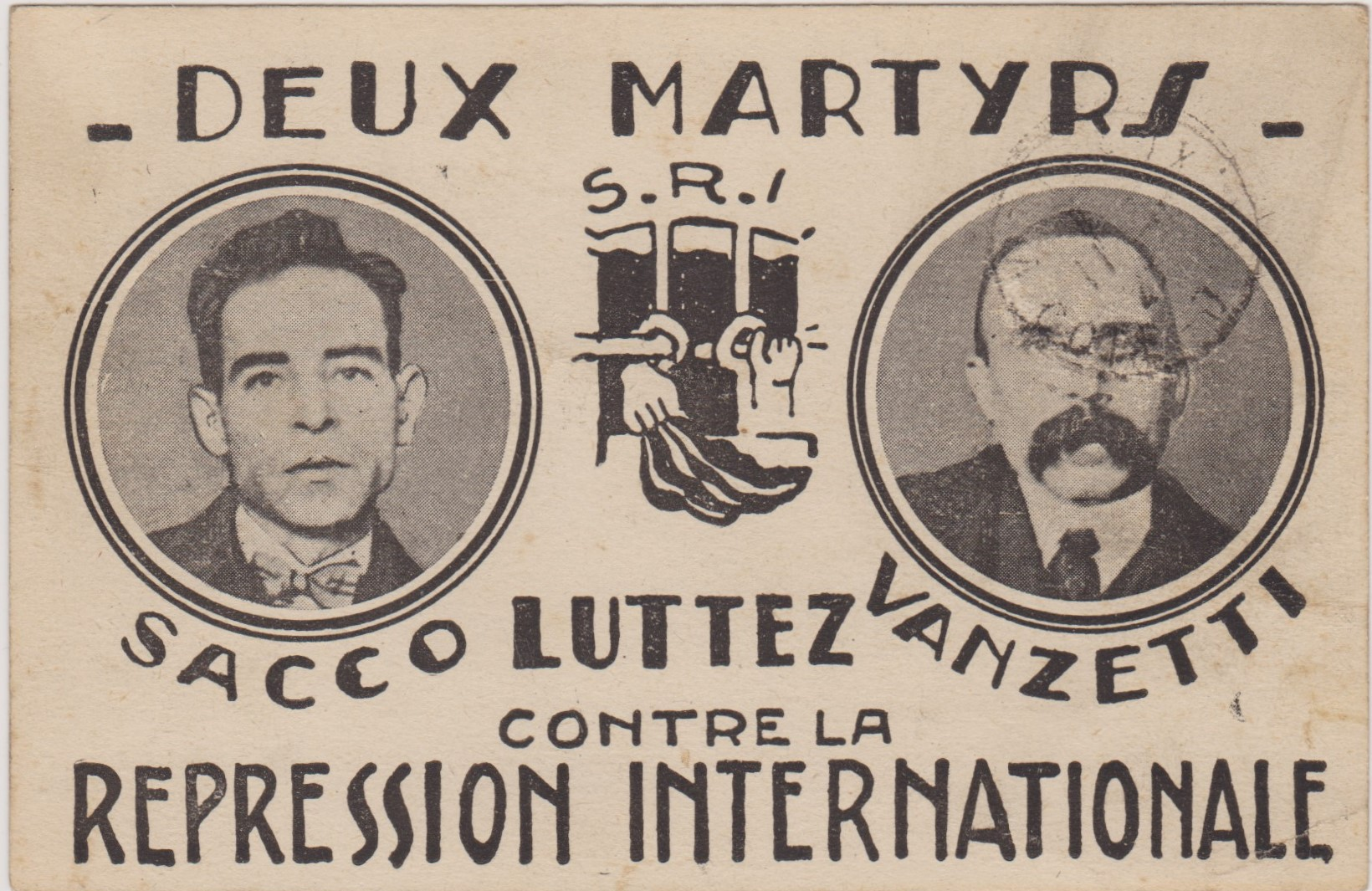
Affaire Sacco et Vanzetti. Carte de soutien à la campagne de solidarité, éditée par la section française du Secours rouge international (SRI), en 1927.

### Campagne pour Sacco et Vanzetti
L’année 1920 est marquée aux États-Unis par de nombreux attentats anarchistes, visant les responsables politiques : maires de Seattle et Cleveland, chez lequel une bombe explose. À Wall Street, la banque JP Morgan est victime d'un attentat qui fait 38 morts et 200 blessés. Le 5 mai 1920, la police arrête deux anarchistes italiens, Nicola Sacco et Bartolomeo Vanzetti, soupçonnés d’avoir commis deux braquages. Ils sont condamnés tous les deux à la peine capitale le 14 juillet 1921 et, malgré les campagnes massives du Secours rouge en leur faveur, exécutés dans la nuit du 22 au 23 août 1927.

### Contre-procès de l'incendie du Reischtag

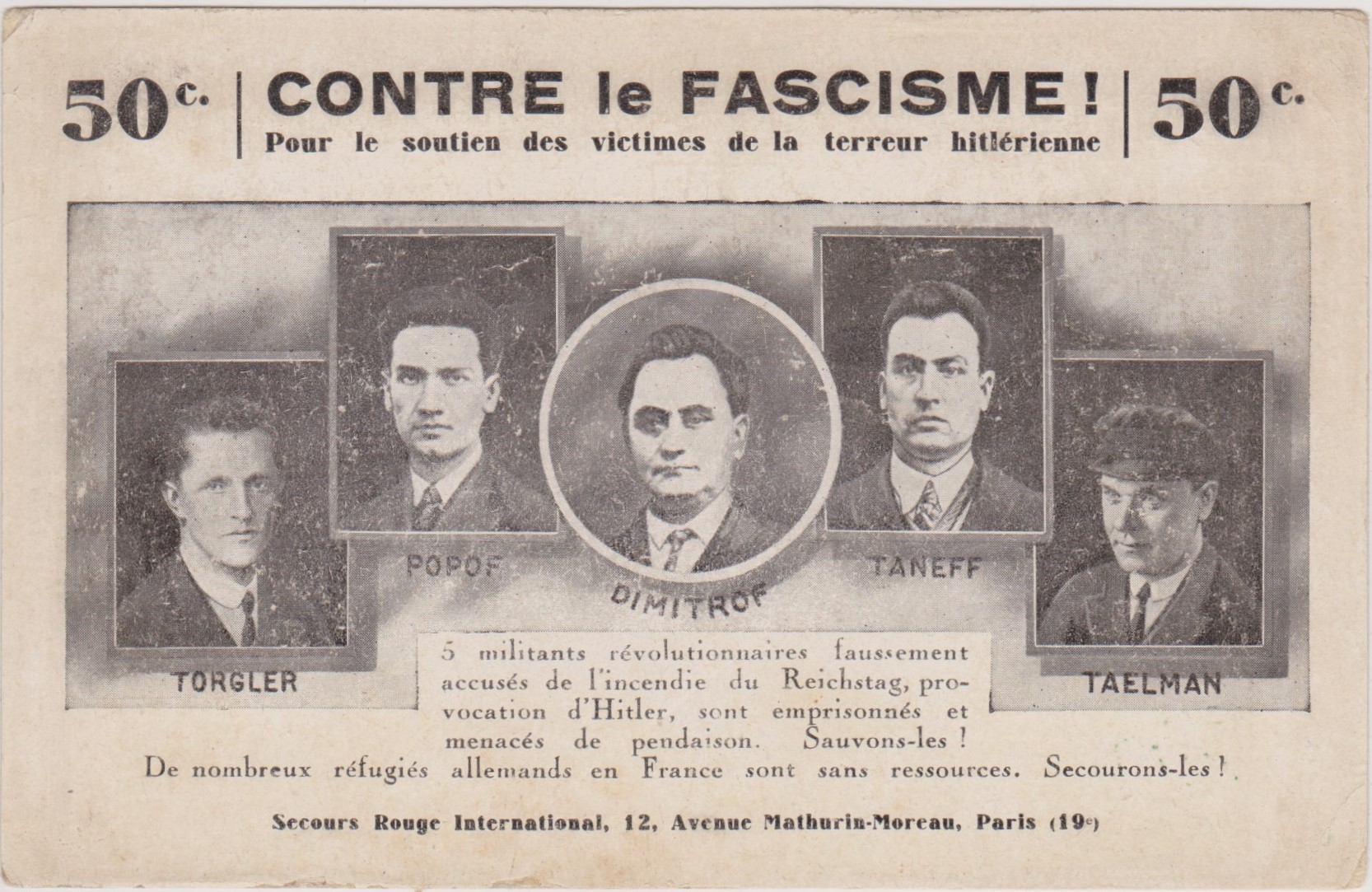
Secours rouge international, 1933. Carte postale de la section française, pour la libération de Dimitrov, Thälmann et leurs camarades.

Dans la nuit du 27 au 28 février 1933, le parlement allemand est incendié ; les nazis crient au complot communiste et instaurent un régime de terreur, faisant arrêter à Berlin le dirigeant communiste Dimitrov et deux autres Bulgares pour les accuser de complicité avec un vagabond hollandais arrêté sur les lieux de l'Incendie du Reichstag.
Willi Münzenberg organise à Londres un grand contre-procès basé sur un jury pluraliste. Son président est le King’s Councellor Pritt du barreau de Londres et il comporte aussi l’avocat new-yorkais célèbre pour avoir défendu Sacco et Vanzetti, le bourgmestre socialiste de Stockholm, un avocat français, ou encore une parlementaire libérale néerlandaise. Le jury rend son verdict trois jours avant l’ouverture du procès de Berlin, le 18 septembre, en déclarant qu’il était bien probable que le véritable incendiaire fut Hermann Göring, alors ministre de l’intérieur du Land de Prusse.

### Activité pendant la Guerre d'Espagne

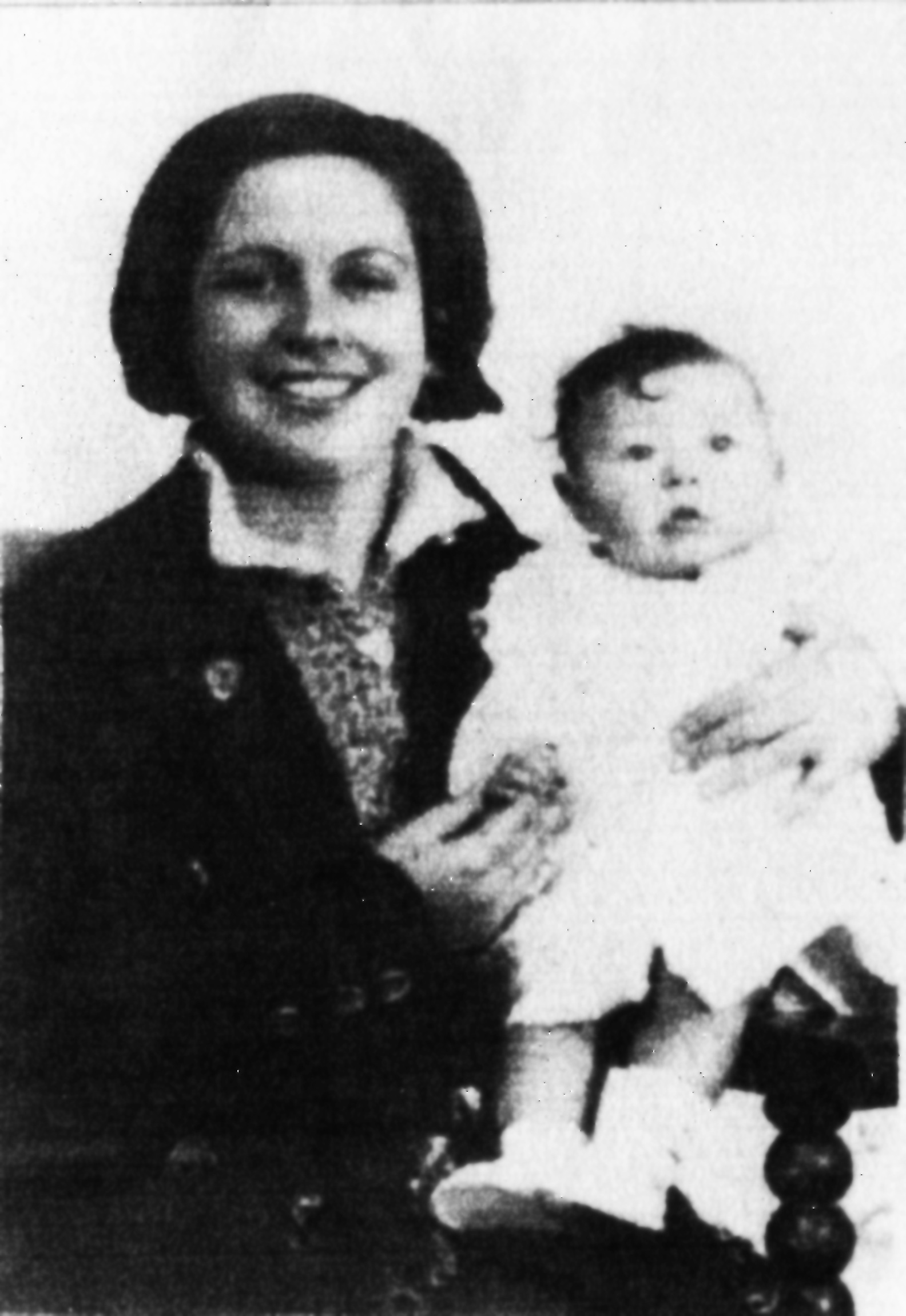
Aurora Picornell, personnalité du Secours rouge international.

Le Secours rouge international est particulièrement actif lors de la Guerre d'Espagne (1936-1939).
La résistante Aurora Picornell, fusillée par les nationalistes à Majorque avec Catalina Flaquer et ses filles, est l'une des personnalités qui ont contribué à sa réorganisation pendant le conflit.
Toutefois, cette organisation propose une aide ciblée pour les communistes. C'est pourquoi en 1937, la Solidarité internationale antifasciste est créée en contrepartie du Secours rouge. Impulsée par la CNT, elle vient au secours de tous, civils comme soldats de tout horizon.
Fondateur du Parti communiste algérien (PCA) en octobre 1936, Jean Chaintron, (futur responsable du Secours rouge en 1970), devient Commissaire politique des Brigades internationales pendant la Guerre d'Espagne, où l'un de ses frères trouve la mort.
À la faveur de son intervention dans la guerre civile espagnole, l'organisation se dirige progressivement vers une activité de type humanitaire, tout en maintenant sa solidarité envers les emprisonnés, les réfugiés et les victimes du fascisme. En 1938 voit le jour le slogan « tout ce qui humain est nôtre ».

### Transformation en Secours populaire, en France
Le changement d’orientation politique et stratégique opéré par le Parti communiste en France et l'Internationale communiste au milieu des années 1930 débouche sur la constitution du Front populaire, qui va gagner les élections législatives en 1936, entraînant pour la section française du SRI une transformation en profondeur. Déjà depuis la crise de 1929, l'association développait ses activités sociales destinées aux enfants démunis : colonies de vacances, aide aux enfants des chômeurs. Dans le sillage du Front populaire, les fondateurs affirment leur volonté de réunir des gens « de toutes opinions, de croyance et de non-croyance ». L'organisation change d’appellation au cours de l’année 1936 (« Secours rouge de France » puis « Secours populaire de France et des colonies »). Elle connaît un développement spectaculaire, passant de 35 000 à 180 000 adhérents entre 1933 et 1938, et redéfinit ses principes et objectifs.
Après sa dissolution à l’automne 1939, le Secours populaire maintient difficilement son existence dans la clandestinité durant l’Occupation. Sa direction est décimée. Émile Bureau, secrétaire de la section française du Secours rouge international, puis du Secours populaire de France, de 1928 à 1939, est déporté à Auschwitz, où il meurt en 1942. Robert Blache, ancien secrétaire du Secours rouge est vraisemblablement fusillé en 1944. Secrétaire du Secours populaire de France en 1939, Charles Désirat est déporté à Sachsenhausen. Édouard Planque, responsable du journal La Défense, meurt en déportation au camp d'Hersbruck. Remis en route dès novembre 1944, par Pierre Kaldor, notamment, le Secours populaire de France et des Colonies fusionne un an plus tard avec l’Association nationale des victimes du nazisme, ce qui donne naissance au Secours populaire français.

## Renaissances du « Secours rouge »

### Renaissance en France en 1970
La renaissance du Secours rouge (France) se fait d'abord en France, dans le contexte de nombreux emprisonnements de jeunes militants maoïstes, avec le soutien de personnalités comme Simone de Beauvoir, Jean-Paul Sartre, Charles Tillon et Jean Chaintron. Au début de 1970, avec Serge July et Michel Fontaine, Jeannette Colombel, fille du résistant Marcel Prenant, enseignante au Centre universitaire de Vincennes, recherche un parrainage célèbre et propose d'anciens résistants comme Charles Tillon, Jean Chaintron, Eugénie Camphin, mère de deux mineurs fusillés, Roger Pannequin, ou encore Bernard Lambert, responsable paysan. Mais July et Fontaine commencent par demander la présence de Sartre que Jeanette Colombel va trouver car elle est alors la seule à le connaître et qui fut d'emblée d'accord.
Au même moment, Jean Chaintron, ancien responsable du SRI dans les années trente, ancien « grand résistant », reçoit chez lui la visite de quelques jeunes militants, menés par la même Jeannette Colombel, et accepte de prendre la direction d'un « comité d'initiative » qui voit le jour le 11 juin 1970 : dix-sept personnalités signant un appel présenté par Jean-Paul Sartre le 18 juin 1970, trentième anniversaire de l'appel du général de Gaulle en 1940 et réunissant notamment l'ex-avocate du FLN algérien Gisèle Halimi, de célèbres résistants exclus du PCF comme Charles Tillon, Roger Pannequin, l'écrivain Vercors, l'avocat Henri Leclerc, des militants « chrétiens de gauche », tels Robert Davezies, Jean Cardonnel, Georges Casalis ou encore Georges Montaron, de Témoignage chrétien.
Plusieurs dizaines de comités du Secours rouge naquirent pendant l’automne et l’hiver 1970. Le 12 décembre, c'est le Secours rouge qui organise le Tribunal populaire de Lens en 1970, devant 500 personnes réunies à l’Hôtel de ville de Lens, un tribunal d'opinion contre les accidents du travail dans les mines, l'avant-veille du procès des militants qui avaient lancé des cocktails Molotov dans les bureaux des Houillères à Hénin-Liétard et qui seront acquittés. Ensuite, les violences commises en février 1971 contre l'administration pénitentiaire puis en mars 1971 contre un meeting d'extrême droite vont aboutir au retrait des partis politiques et des résistants qui avaient soutenu le Secours rouge en 1970.

### Renaissance en Belgique en 1971
Le mois de février 1971 voit la première refondation du Secours Rouge en Belgique, avec des démarches semblables à celles opérées en France. Il est recréé par des organisations marxistes-léninistes comme le Parti Communiste Marxiste-Léniniste de Belgique (PCMLB), les trotskistes et les maoïstes de l’organisation "Université Usine Union" ou de "Tout le pouvoir aux travailleurs".
Mais le projet d’unir ces organisations en un nouveau SRI restera lettre morte et seul le nouveau Secours Rouge allemand (Rote Hilfe) passera le cap de la fin des années 1970.

### Renaissance en Allemagne en 1972
En Allemagne, le début des années 1970 voit la renaissance d'un Rote Hilfe (secours rouge), plutôt marxiste, avec un nom qui rappelle celui créé en 1924 par le KPD. En 1971, ce sera le tour du Schwarze Hilfe (secours noir) de tendance plutôt anarchiste d'occuper une vocation proche: l'assistance aux militants politiques poursuivis par la Justice. Tous deux sont précédés par un Secours Républicain, dont le conseil d’administration s'est réuni dès juillet 1968 dans la rue Wilhelm-Hauff à Francfort mais qui disparaît rapidement avec la dissolution du l'Union socialiste allemande des étudiants au début de 1970.
Hans-Joachim Klein, militant du groupe Revolutionärer Kampf, qui a rencontré en 1971 son leader Joschka Fischer, entre au Secours Rouge allemand en février 1972 ou à la mi-1972, selon les sources, qui assure le soutien juridique à la Fraction armée rouge (RAF), et travaille pour le cabinet d'avocats Johannes Riemann, qui assure la même mission.
Le journal Nachrichten & Mitteilungen du Secours Rouge de Berlin-Ouest est publié pour la première fois à l’automne 1972 et sa suite est alternativement assurée par les comités de Francfort, Hambourg, et Munich. Parmi ses militants devenus célèbres, Götz Aly, le fondateur à Berlin du journal Hoch-Mpf, qui a ensuite considéré que cette voie « révolutionnaire » n’alimentait que des illusions et contredisait ses aspirations personnelles.
Après l'arrestation de tous les chefs de la RAF au printemps 1972, ce sont des militants du Secours rouge et Secours noir, puis, à partir de 1973, des comités contre la torture qui assurent le lien entre les emprisonnés et le reste de l'extrême gauche, mais les premiers n'acceptent de lien qu'en échange du ralliement à leur cause,.
Parmi ces ralliés à la RAF, Wolfgang Grams, qui a aidé les membres de la RAF emprisonnés pendant leur grève de la faim en 1974, rend visite à certains d'entre eux et transmet des messages à l'extérieur puis rejoint la Fraction Armée Rouge en 1984, ou encore Ingeborg Barz, cofondatrice en 1971 du Secours Noir, qui soutient d'abord le Mouvement du 2 Juin, jusqu'à ce qu'elle et son ami, Wolfgang Grundmann, soient recrutés à l'automne 1971 par Gudrun Ensslin pour la première génération de la « Bande à Baader ».
A la mi-juin 1972, deux semaines après l’arrestation de Gudrun Ensslin, la Cour fédérale de justice dessaisit de son mandat l'avocat Otto Schily pour le motif qu'il serait, selon toute vraisemblance, membre de l’organisation criminelle à laquelle appartient sa cliente. En retour, il dénonce le viol de la Loi fondamentale garantissant le libre exercice des métiers et les juges ne donnent pas entièrement tort à cette argumentation.
Volker Speitel, membre du Secours Rouge de Stuttgart dès 1973 puis du Comité contre la Torture, travaille en collaboration avec les avocats Croissant et Lang à Stuttgart. Arrêté en octobre 1977, il est condamné à 38 mois de détention pour appartenance à association criminelle, puis le principal témoin de l’accusation dans le procès contre la Fraction armée rouge et plusieurs de ses avocats en 1978 et 1979. Bénéficiant d’une réduction de peine, il est libéré en octobre 1979. Comme Hans-Joaquim Klein, membre du Secours Rouge, il a cité la mort d’Holger Meins comme étant à l'origine de sa décision de prendre les armes.
Le lendemain, une tentative d'enlèvement du juge Günter von Drenkmann, le 10 novembre 1974, cause sa mort et une centaine de personnes sont interpellées à Francfort, Heidelberg, Munich, Hambourg et Berlin. À Francfort, sept personnes sont inculpées sur le seul témoignage à charge de Ralf Mauer, ancien prisonnier de droit commun, qui s’était lié au Secours Rouge et au Comité contre la torture de Francfort. Elles passent plusieurs mois en détention jusqu'à ce que les accusations portées contre elles s’effondrent. Plus tard, six membres du Mouvement du 2 Juin furent jugés en 1986, mais le tribunal n'a pu prouver aucune implication.

### Renaissance en Suisse en 2017
Après une courte existence dans les années 1970, un Secours rouge est recréé à Genève en 2017.